# Torneo de campeones
El Torneo de campeones de tenis de mesa es una competición que se disputó entre los años 2006 y 2009 con sede fija en Changsha, China. Reúne a 8 jugadores campeones de las competiciones internacionales, quienes deben enfrentarse en eliminatoria directa. Se disputa una final y un partido por el tercer lugar. La competición es organizada por la Federación Internacional de Tenis de Mesa.

## Participantes
La competencia se realiza para la categoría masculina y femenina en la modalidad de individuales. Los jugadores participantes serán seleccionados de la siguiente manera:
Los cuatro campeones defensores de las competiciones internacionales clasifican de manera automática, quienes además son cabezas de serie:
- Campeón de los Juegos Olímpicos vigente
- Campeón del Campeonato del mundo de Tenis de Mesa
- Campeón de la Copa del mundo de Tenis de Mesa
- Campeón del Pro-Tour Grand Finals

Los cuatro jugadores restantes serán seleccionados de la siguiente manera:
- Los dos jugadores mejor clasificados en el ranking de la ITTF
- Dos jugadores mediante Wild Cards.

Si un campeón tiene más de un título, esa vacante será utilizada por uno de los finalistas según la siguiente escala de prioridad: Juegos Olímpicos, Campeonato del mundo, Copa del mundo, Pro-Tour Grand Finals. Un máximo de tres jugadores pueden ser presentados por cada asociación. Si es necesario, las vacantes se completan de acuerdo a la clasificación ITTF.

## Resultados

### Individuales masculino
| Año  | Campeón    | Finalista  | Resultado en la final               |
| 2009 | Ma Long    | Timo Boll  | 11-9, 11-9, 7-11, 11-9, 11-6        |
| 2008 | Wang Hao   | Wang Liqin | 11-5, 8-11, 11-2, 11-6, 11-7        |
| 2007 | Wang Hao   | Ma Lin     | 11-7, 9-11, 11-8, 11-7, 11-13, 11-6 |
| 2006 | Wang Liqin | Ma Lin     | 11-9, 10-12, 11-7, 4-11, 11-4, 11-3 |

### Individuales femenino
| Año  | Campeón      | Finalista  | Resultado en la final                     |
| 2009 | Guo Yan      | Liu Shiwen | 11-7, 11-7, 5-11, 9-11, 11-9, 11-3        |
| 2008 | Zhang Yining | Li Xiaoxa  | 12-10, 11-5, 11-5, 9-11, 11-4             |
| 2007 | Wang Nan     | Li Xiaoxia | 11-5, 9-11, 12-10, 11-6, 6-11, 6-11, 11-9 |
| 2006 | Zhang Yining | Wang Nan   | 11-9, 11-7, 11-8, 11-4                    |